# Karvia
Karvia est une municipalité de l'ouest de la Finlande, dans la province de Finlande occidentale et la région du Satakunta dont elle occupe l'extrémité nord-est.

## Histoire
La paroisse n'existe pas encore quand les paysans se soulèvent dans le secteur en 1596. C'est le début de la Guerre des massues, la plus grande jacquerie de l'histoire de la Finlande. Elle se termine dans le sang et la future Karvia y perd de nombreux habitants.
La première mention du lieu, dans un registre de collecte d'impôts, date de 1635. Karvia se développe lentement en une petite communauté agricole, assez modeste en raison de la pauvreté des sols au voisinage de la moraine de Suomenselkä. Elle devient une commune autonome en 1866.

## Géographie
Aujourd'hui la commune se situe à l'écart des grandes routes, loin des villes. Son économie repose sur l'agriculture, mais la très faible densité de population (par rapport aux autres communes de l'ouest du pays) a permis la subsistance de nombreuses zones sauvages, notamment une partie du parc national de Parc national de Kauhaneva-Pohjankangas.
Le paysage est également caractérisé par de vastes marais et plusieurs lacs, dont le Karvianjärvi d'où provient le fleuve Karvianjoki.
Les communes limitrophes se partagent entre 3 régions :
- Satakunta: Kankaanpää au sud et Honkajoki au sud-ouest.
- Ostrobotnie du Sud : Kauhajoki au nord-ouest et Jalasjärvi au nord.
- Pirkanmaa : Parkano à l'est.

## Démographie
Depuis 1980, la démographie de Karvia a évolué comme suit, :
| Année      | 1980  | 1985  | 1990  | 1995  | 2000  | 2005  | 2010  | 2015  |
| ---------- | ----- | ----- | ----- | ----- | ----- | ----- | ----- | ----- |
| population | 3 728 | 3 559 | 3 342 | 3 272 | 3 008 | 2 825 | 2 643 | 2 475 |

## Transports
Karvia est traversée par la seututie 273 qui va du quartier Niinisalo de Kankaanpää jusqu'à Jalasjärvi, ou elle rejoint la valtatie 3.
Karvia est aussi traversée par la seututie 274 qui va de Kauhajoki jusqu'à Parkano.
La gare ferroviaire la plus proche est à Parkano sur la ligne Tampere–Seinäjoki.

### Distances
- Helsinki 300 km
- Jyväskylä 205 km
- Kankaanpää 40 km
- Kauhajoki 40 km
- Parkano 30 km
- Pori 105 km
- Seinäjoki 80 km
- Tampere 110 km
- Turku 255 km
- Vaasa 145 km

## Jumelages
| Ville | Ville                  | Pays | Pays    | Période     |
| ----- | ---------------------- | ---- | ------- | ----------- |
|       | Commune de Viru-Nigula |      | Estonie | depuis 1994 |